# Mīnā' Banghāzī
Mīnā' Banghāzī är en hamn i Libyen.   Den ligger i distriktet Benghazi, i den norra delen av landet, 700 km öster om huvudstaden Tripoli. Mīnā' Banghāzī ligger 3 meter över havet. Runt Mīnā' Banghāzī är det ganska tätbefolkat, med 83 invånare per kvadratkilometer. Närmaste större samhälle är Benghazi, 2,0 km öster om Mīnā' Banghāzī. 